# 絵馬

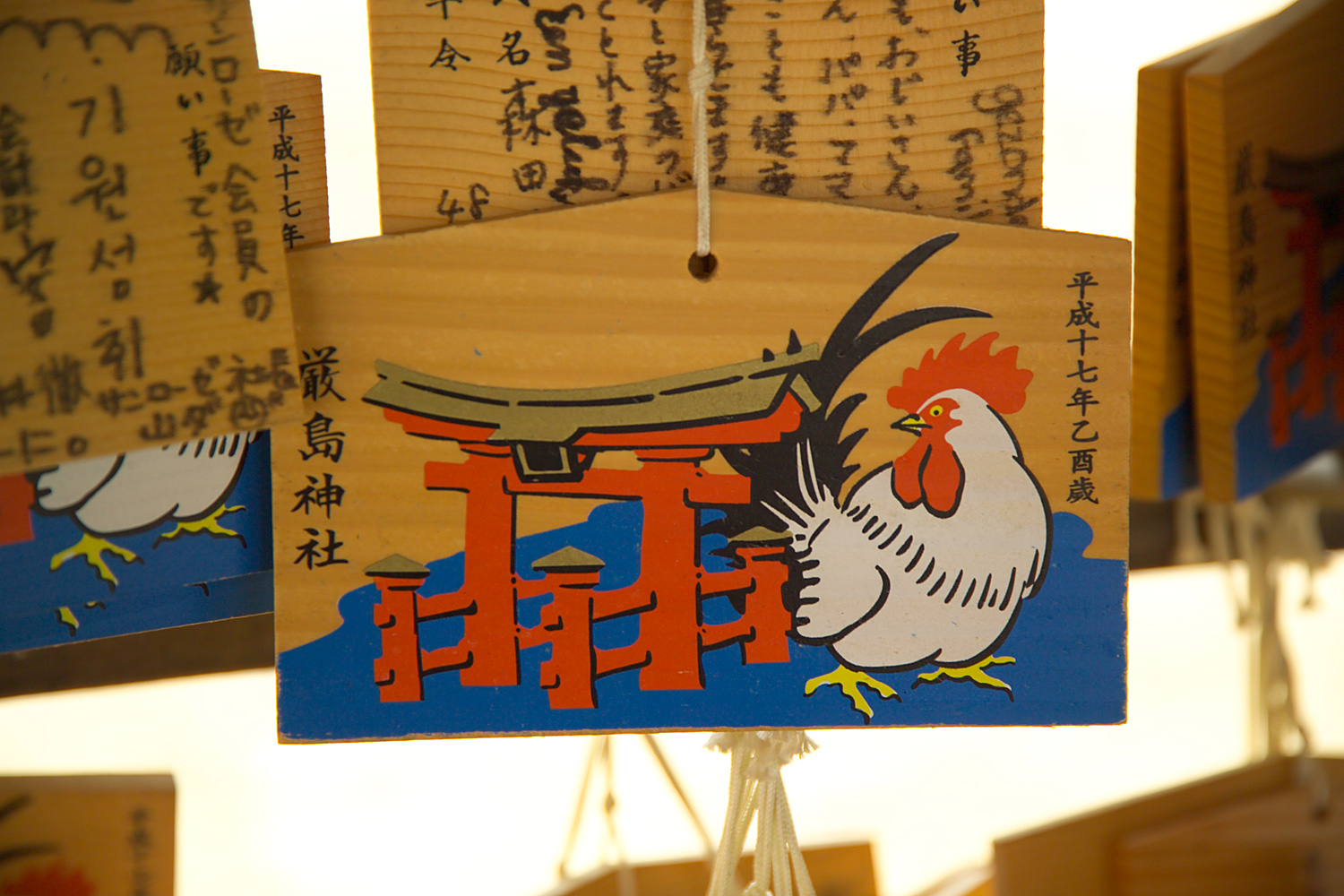
絵馬（厳島神社）

絵馬（えま）は、神社や寺院に祈願するとき、あるいは祈願した願いが叶ってその謝礼をするときに社寺に奉納する、絵が描かれた木製の板である。

## 概要

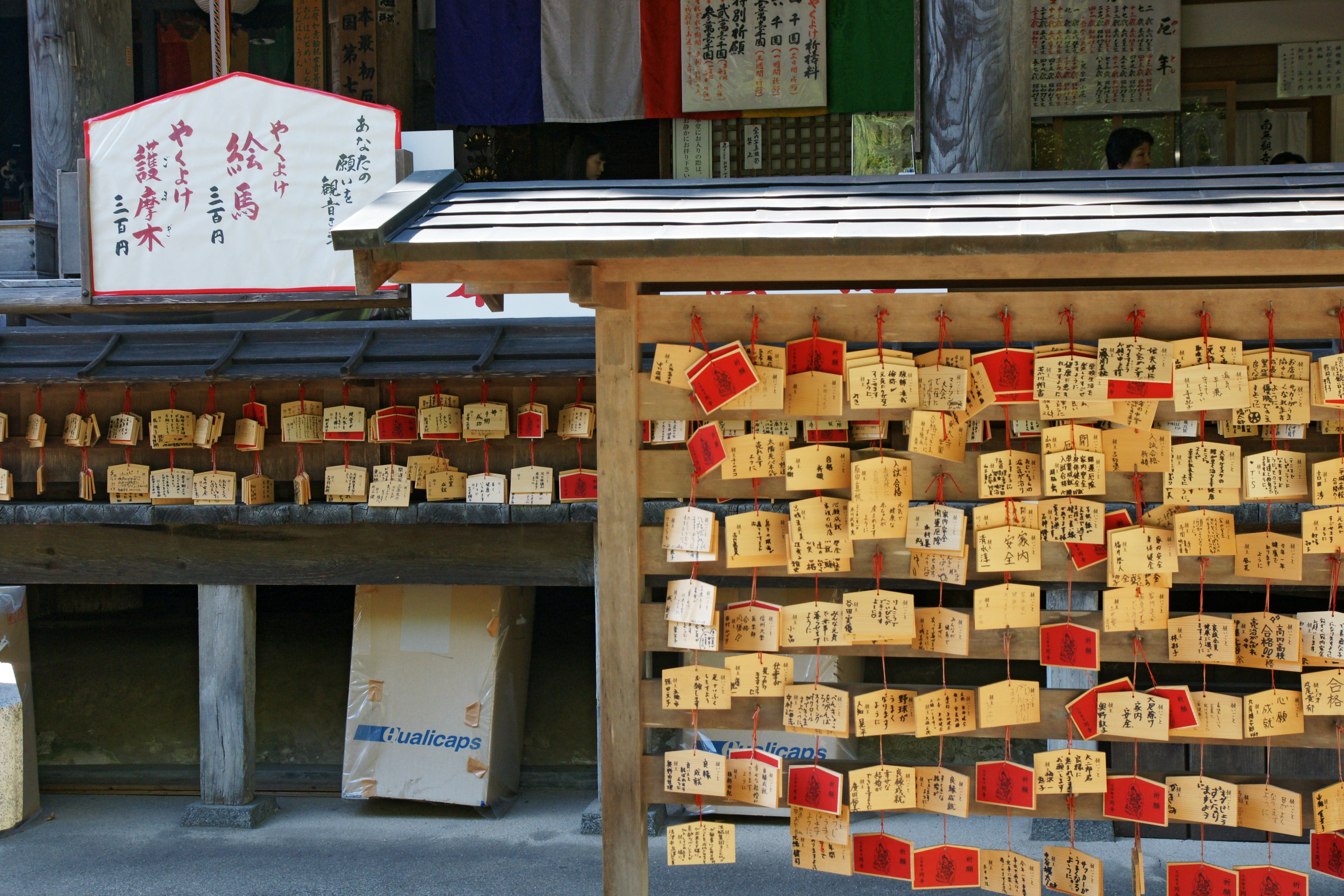
小型の絵馬を掛ける絵馬掛（奈良県岡寺）

個人で奉納するための絵馬として、小型で馬などの絵が描かれて余白や裏面に祈願の内容や氏名などを書くものが、社寺で販売されている。大人数で奉納する絵馬は大型で、画家に描かせるなどして奉納者が用意することもある。小型の物については東日本は五角形（家型）の物が多いが、これはかつて、板の上に屋根をつけていた名残である。近畿地方では四角型が主流だが、京都府では横長の板に額縁のように枠を付けたものが多く、奈良県では縁を黒く塗って枠に見せたものが多く見られる。
絵馬の奉納は個人的な動機による神仏への願掛けであり、かつては人に見られない時間帯を選んで行われた。また、今日のように絵馬に実名を記すことはなく、「寅歳女」のように生まれた干支と性別のみを記した。

## 歴史

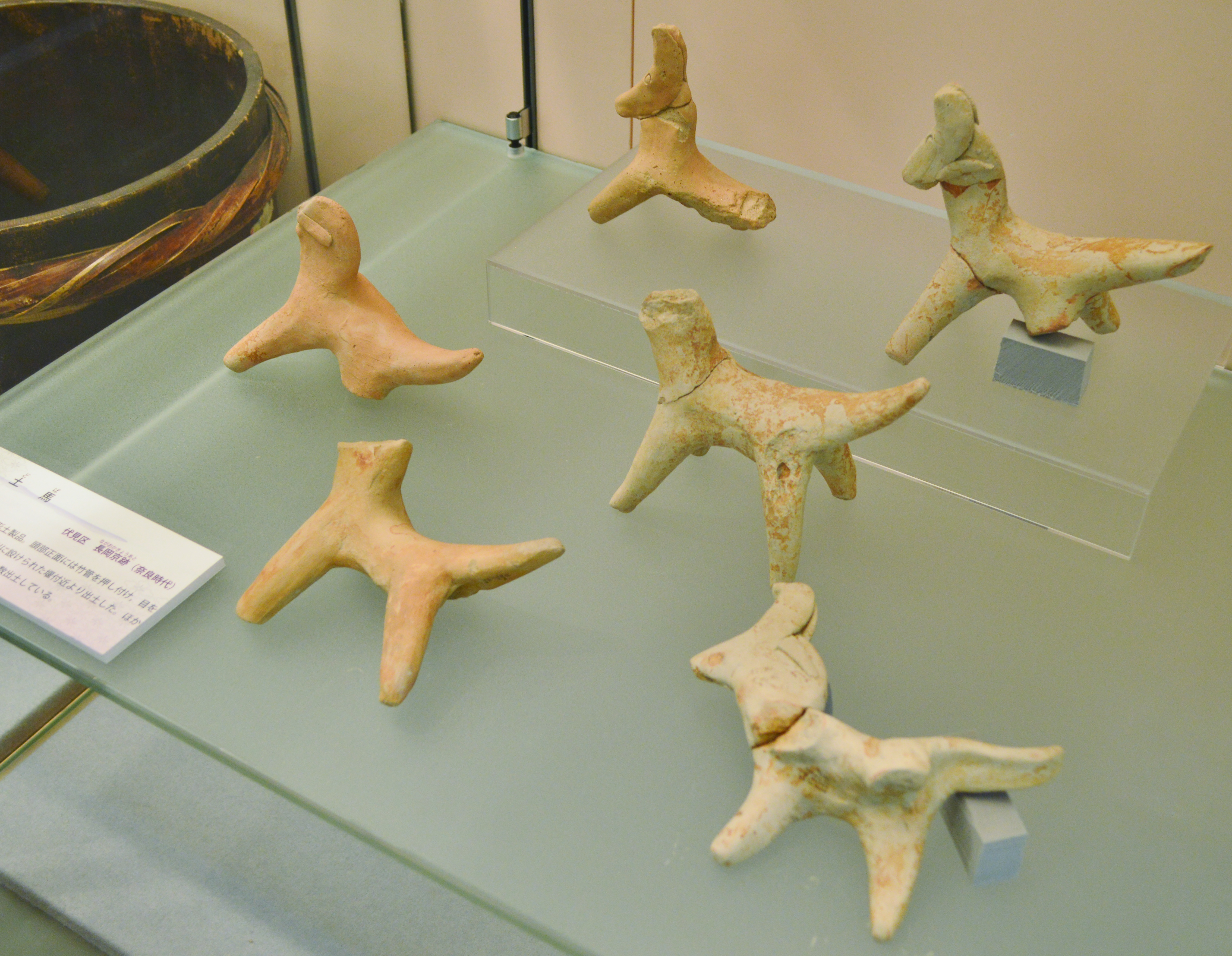
長岡京出土 土馬
京都市考古資料館展示。

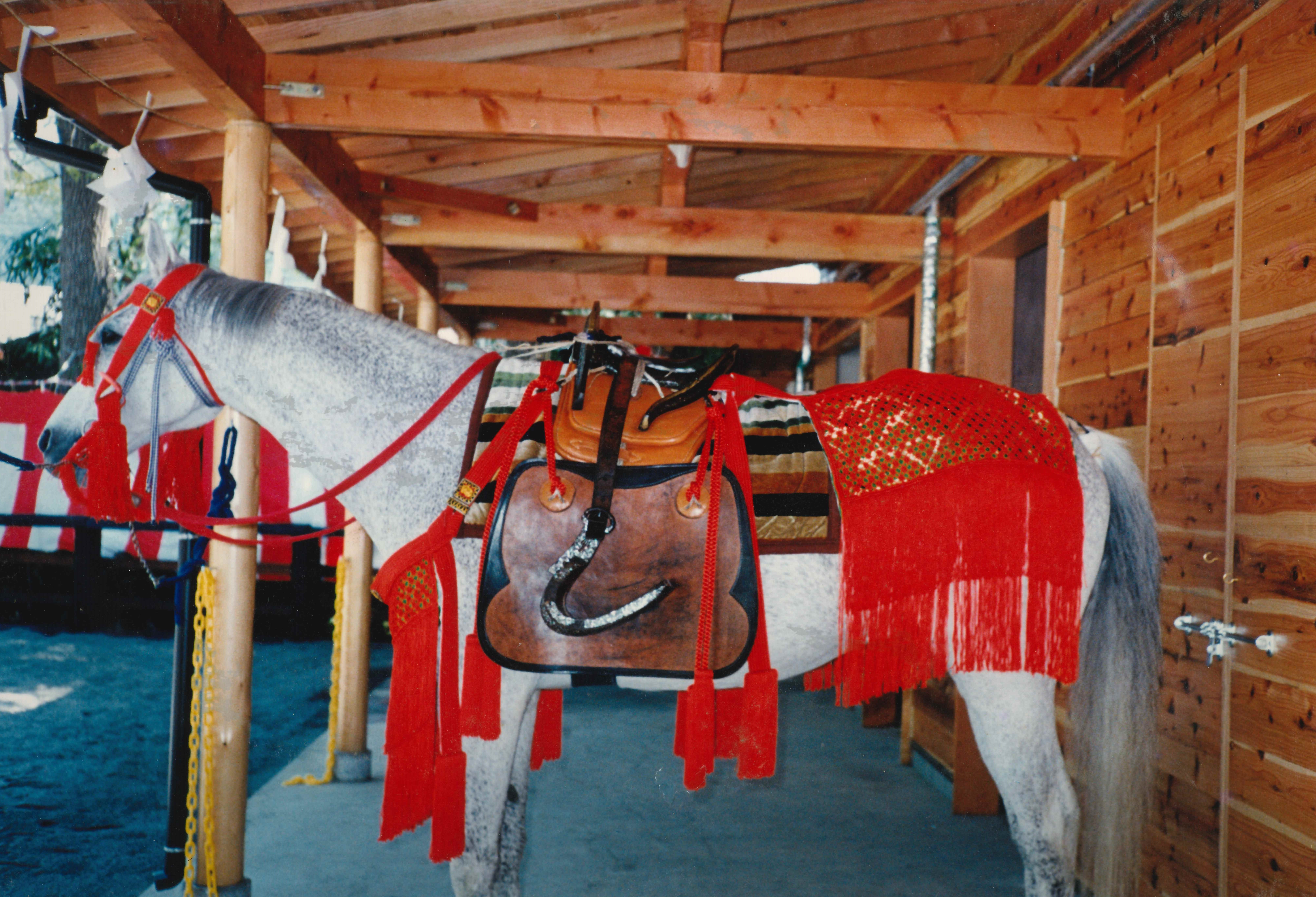
現在も奉納される神馬（山梨県富士吉田市　冨士山下宮小室浅間神社）

かつて、神々は騎乗した姿で現れるとされ、神輿の登場以前は神座の移動には馬が必須と考えられた。常陸国風土記によれば、崇神天皇の代より神事の際に馬を献上する風習が始まったとされる。奈良時代の『続日本紀』には、神の乗り物としての馬、神馬（しんめ、じんめ）を奉納したと記される。一方、馬を奉納できない者は次第に木や紙、土で作った馬の像で代用するようになり、奈良時代からは板に描いた馬の絵が見られるようになった。一例として、奈良市の日笠フシンダ遺跡から天平10年（738年）と記された木簡と共に絵馬が出土している。

### 平安時代
平安時代には神仏習合思想が普及し、観世音菩薩も騎乗して示現するという説が広まることで神社だけでなく寺院にも絵馬を納める風習が及んだ。平安末期の絵馬は共同体が合同で小型の絵馬を納めることが主流だった。

### 室町時代
室町時代になると扁額式の大絵馬が現れ始める。モチーフも馬だけでなく様々な絵が描かれるようになった。初期の例として、例えば狐を使いとする稲荷神社では狐の絵が描かれることもある。また他にも、三十六歌仙の肖像や武者絵、祈願の対象である文殊菩薩を描いた例などがある。この時代の小型絵馬は、今日同様に現世利益を求めて個人が納めることが主流となっている。

### 安土桃山時代
安土桃山時代になると、狩野派や長谷川派・海北派など著名な絵師による本格的な絵馬が人気となり、それらを展示する絵馬堂も建てられた。絵馬堂は今日の美術館のような役割を果たし、絵師たちが技を競うとともに、展示される絵のイメージが人々に共有されるなど、新たな作品を生む原動力をもたらす場であった。

### 江戸時代
江戸時代ごろから、家内安全や商売繁盛といった実利的な願いをする風習が庶民にも広まり、奉納の動機や絵馬のデザインも多様になった。
曾我蕭白などの絵師による絵馬、葛飾北斎などの浮世絵師による絵馬（肉筆浮世絵）の他、眼病予防に「め」および左右逆の「め」を書いた絵馬や、夫の浮気防止に「心」の字に鍵をかけた絵を描いた絵馬もある。和算家は、自分が解いた問題の解法を書いた算額という絵馬を奉納し、日本武術では剣術、柔術、棒術などで薙刀や木刀や棒を門人の一覧に付した絵馬を奉納した。
現在の福島県の福島城下周辺の社寺には、福島藩主による絵馬を奉納する伝統が残っており、堀田氏により1枚、板倉氏により27枚が奉納されている。
また17世紀前期より海運の発達とともに、船主や船乗りなどのあいだで住吉信仰や金毘羅信仰が高まり、航海の無事を祈願するため、自分の船を描いた船絵馬を奉納する風習が見られるようになった。初期の朱印船の絵や江戸後期の写実的な絵など、日本の船舶史を研究する上で重要な図像資料となっている。

### 近代
明治時代以降、多人数で奉納する大型の絵馬について、「伊勢神宮参拝記念」「戦勝祈念」（明治時代～敗戦まで）「厄除け祈願」「子供（特に男子）の誕生を記念して」「干支」など様々なバリエーションが生まれた。長田神社ではアカエイの絵馬が明治25年（1892年）以降に始まっている。
昭和以降は、学問の神として菅原道真を祀った天満宮（福岡県太宰府市など）に受験生が合格祈願の絵馬を奉納する風習が盛んになった。白蛇など縁起物の動物や、祭りの風景など馬とは関係ない絵馬も多く作られ、社寺の縁起物として、また、お守りとしても人気を博している。
2000年代中頃から個人情報保護のため、願い事や住所および氏名の部分にステッカーを貼ることができるようになった絵馬も登場する。

## 様々な絵馬

### 巨大絵馬

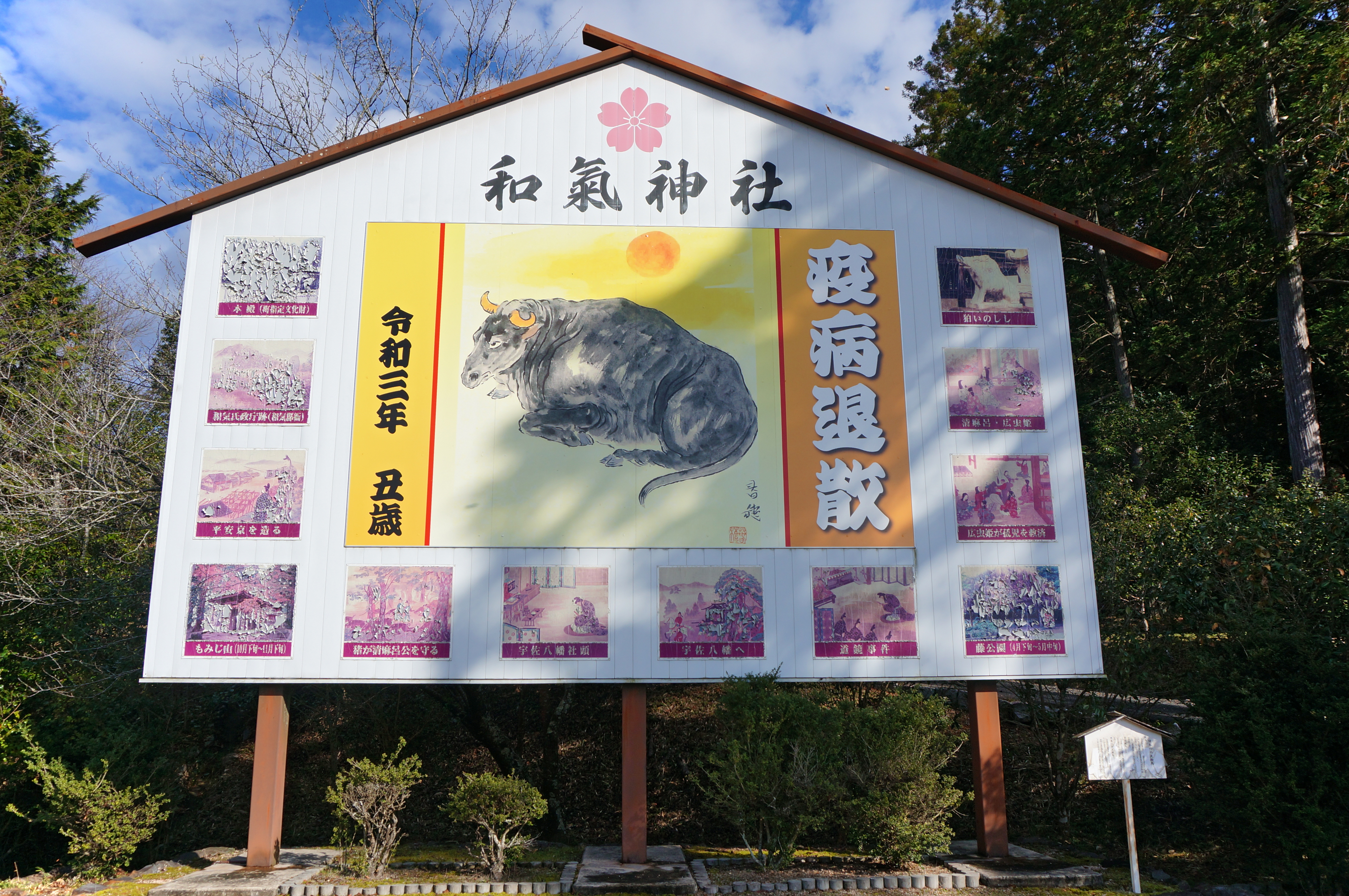
和気神社の日本最大とされる絵馬

正月に「巨大絵馬」「ジャンボ絵馬」「大絵馬」と呼ばれる大型の絵馬を飾る神社もある。
- 和気神社（岡山県和気町）[8]
- 静岡浅間神社（静岡市葵区）[9]
- 白鳥神社（香川県東かがわ市）[10]

### 痛絵馬
アニメ・漫画・ゲームソフトの舞台として登場した神社や寺院では、聖地巡礼の一環として、作品に登場するキャラクターを描いた痛絵馬が多く奉納される傾向がある。町おこしのきっかけになった例もある。また萌えキャラファンの男性だけではなく、戦国武将など歴史好きの女性（歴女）にも痛絵馬は広がっている。

## 画像一覧

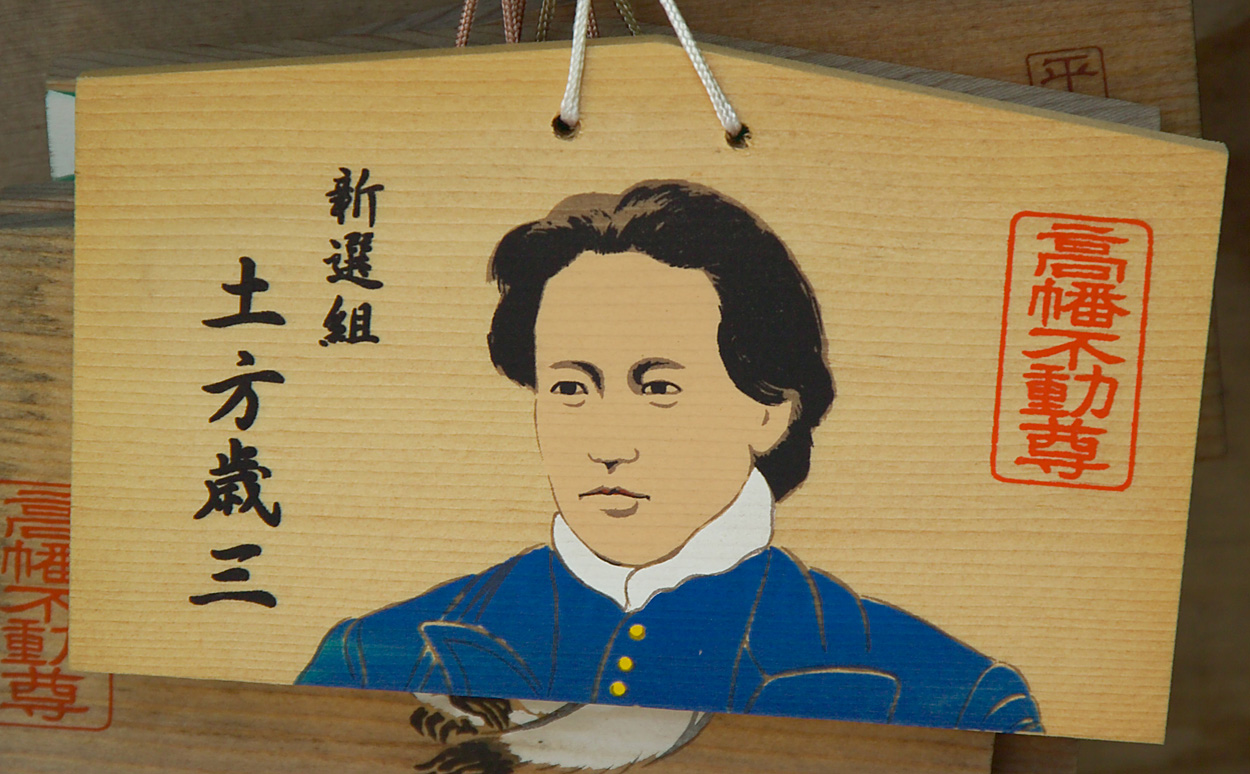
地元にゆかりの歴史的人物を描いた例（東京都高幡不動尊）
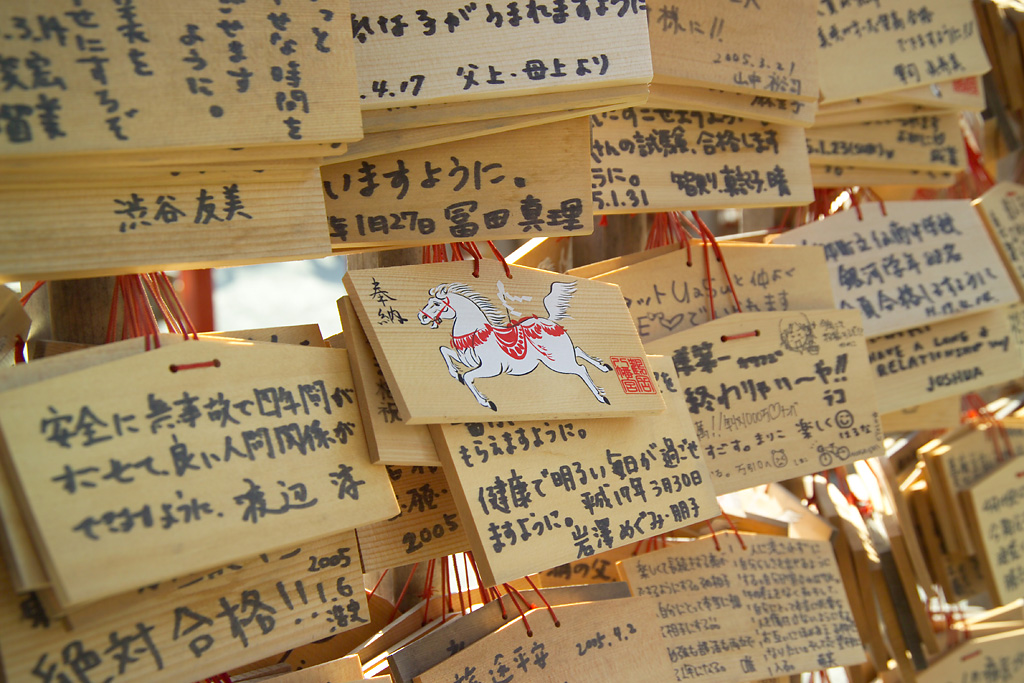
願い事が記された絵馬（神奈川県鶴岡八幡宮）
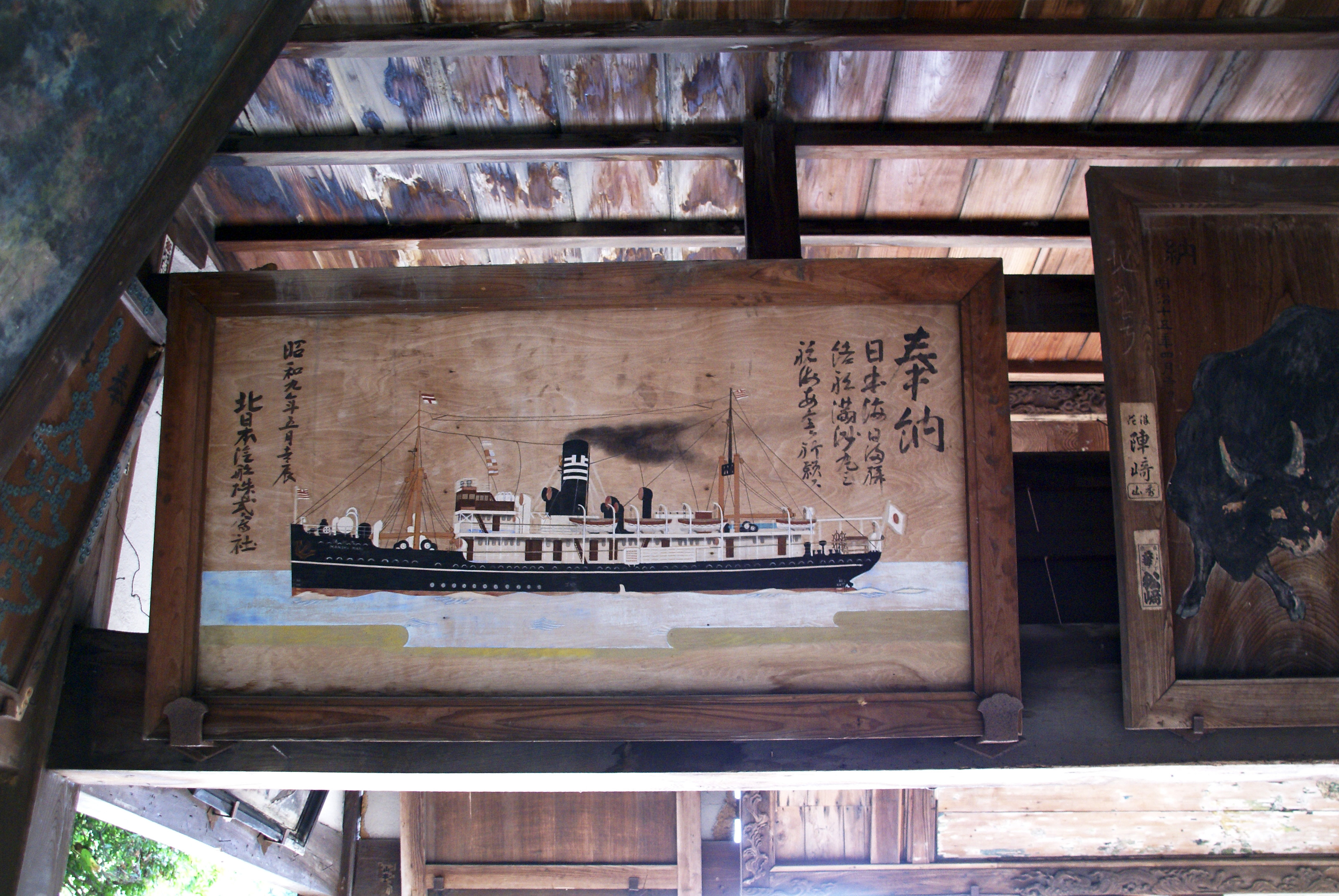
堂内に展示されている大型の絵馬（福井県氣比神宮）
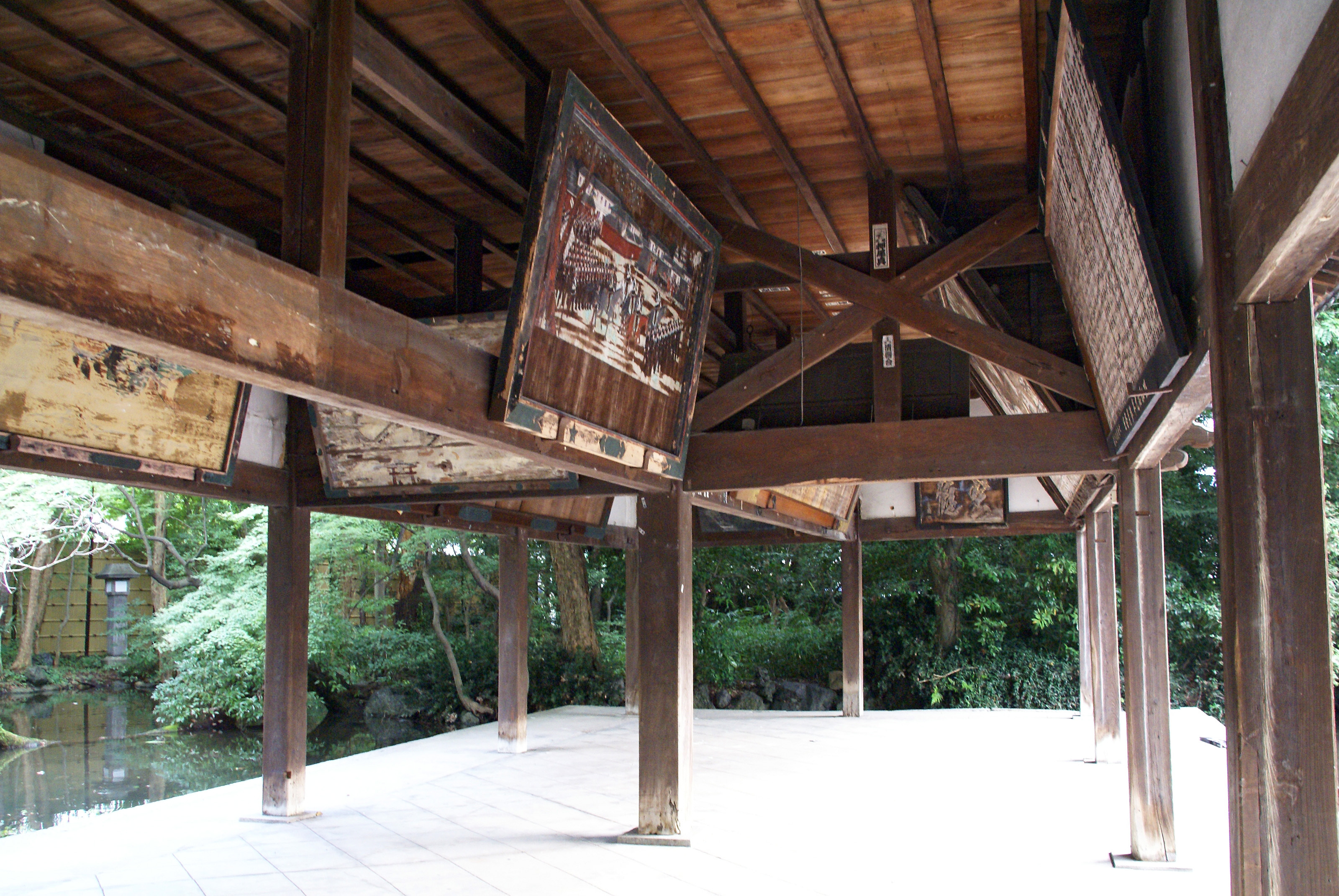
絵馬堂（福井県氣比神宮）
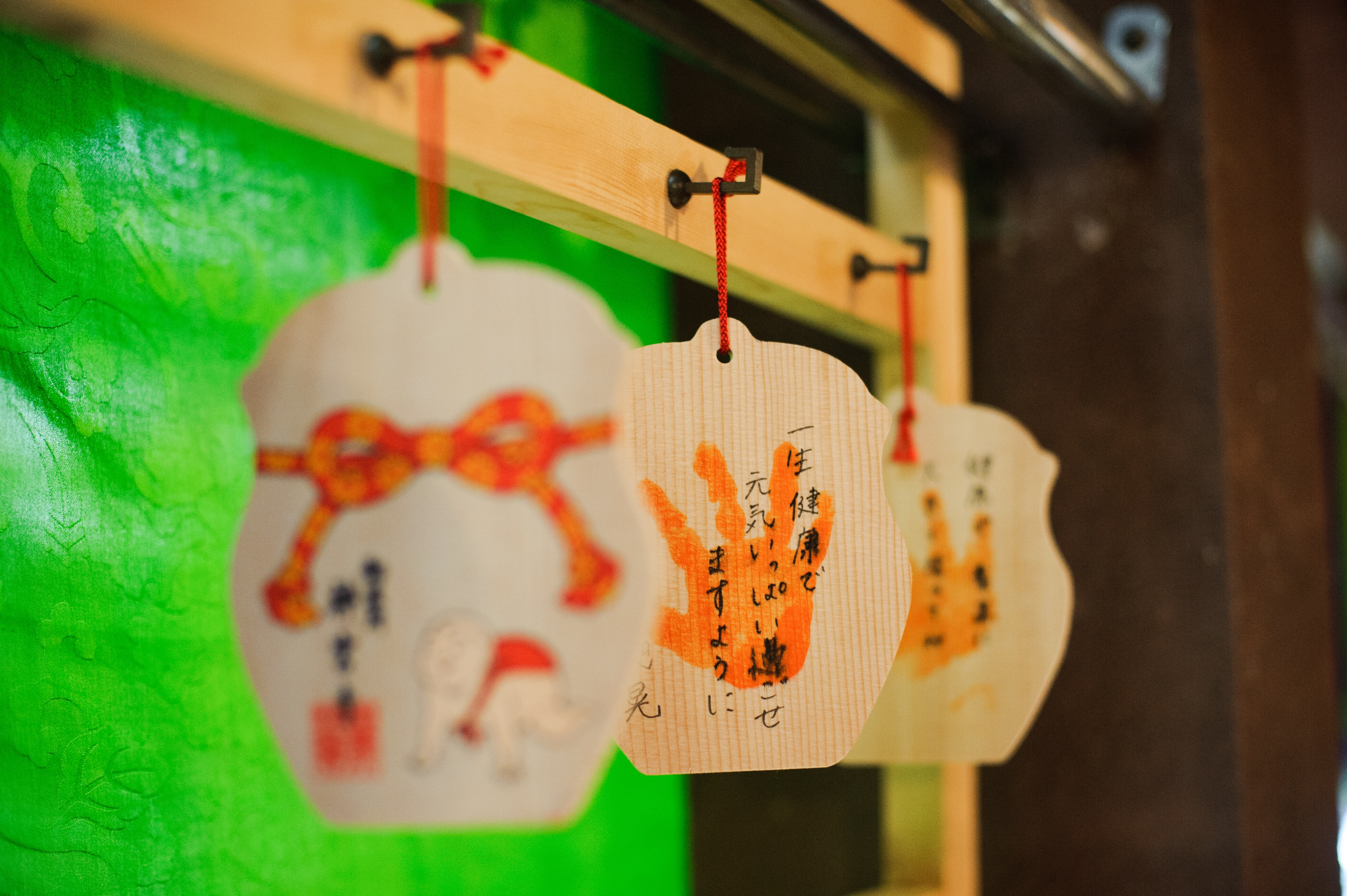
薬師如来の持物である壺に見立てた壺形のてがた絵馬（奉納時に朱肉で手形をおす）（愛知県神宮寺）
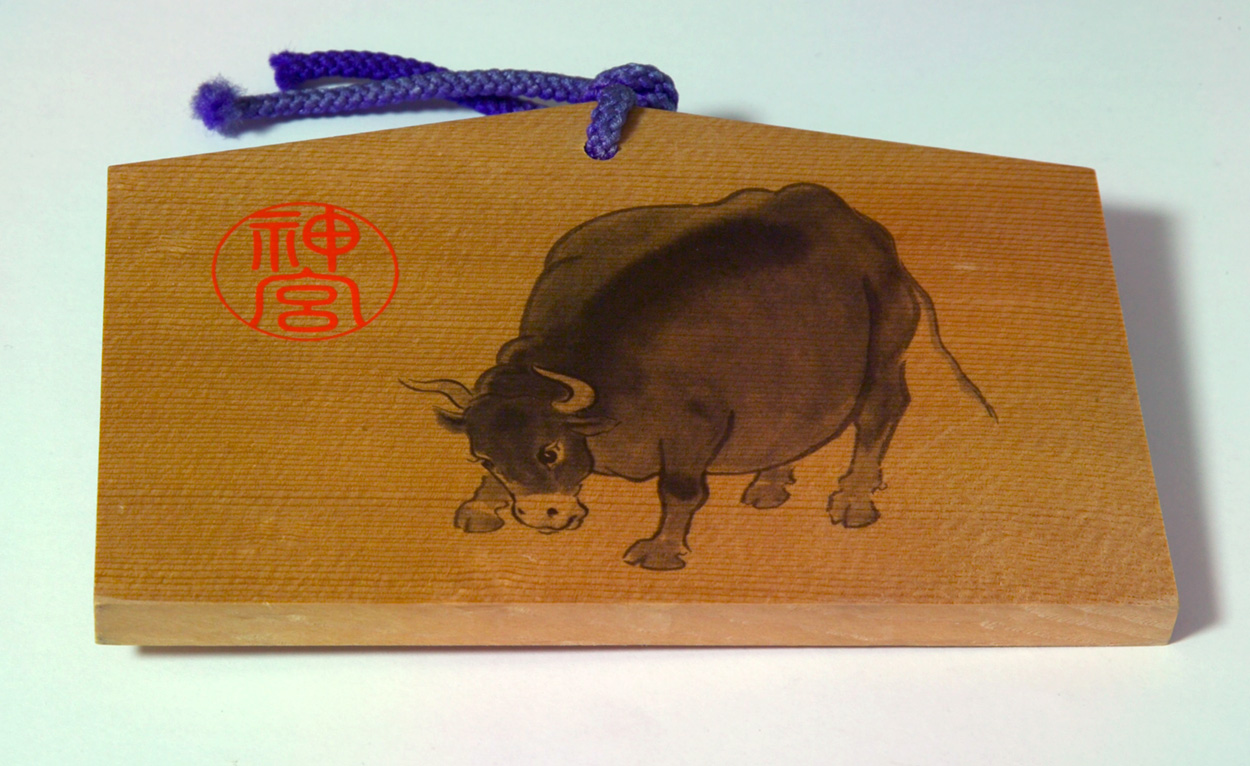
干支（丑）をあしらった物（三重県伊勢神宮）
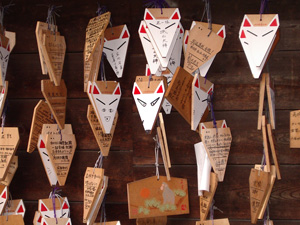
伏見稲荷の絵馬（京都府伏見稲荷大社）
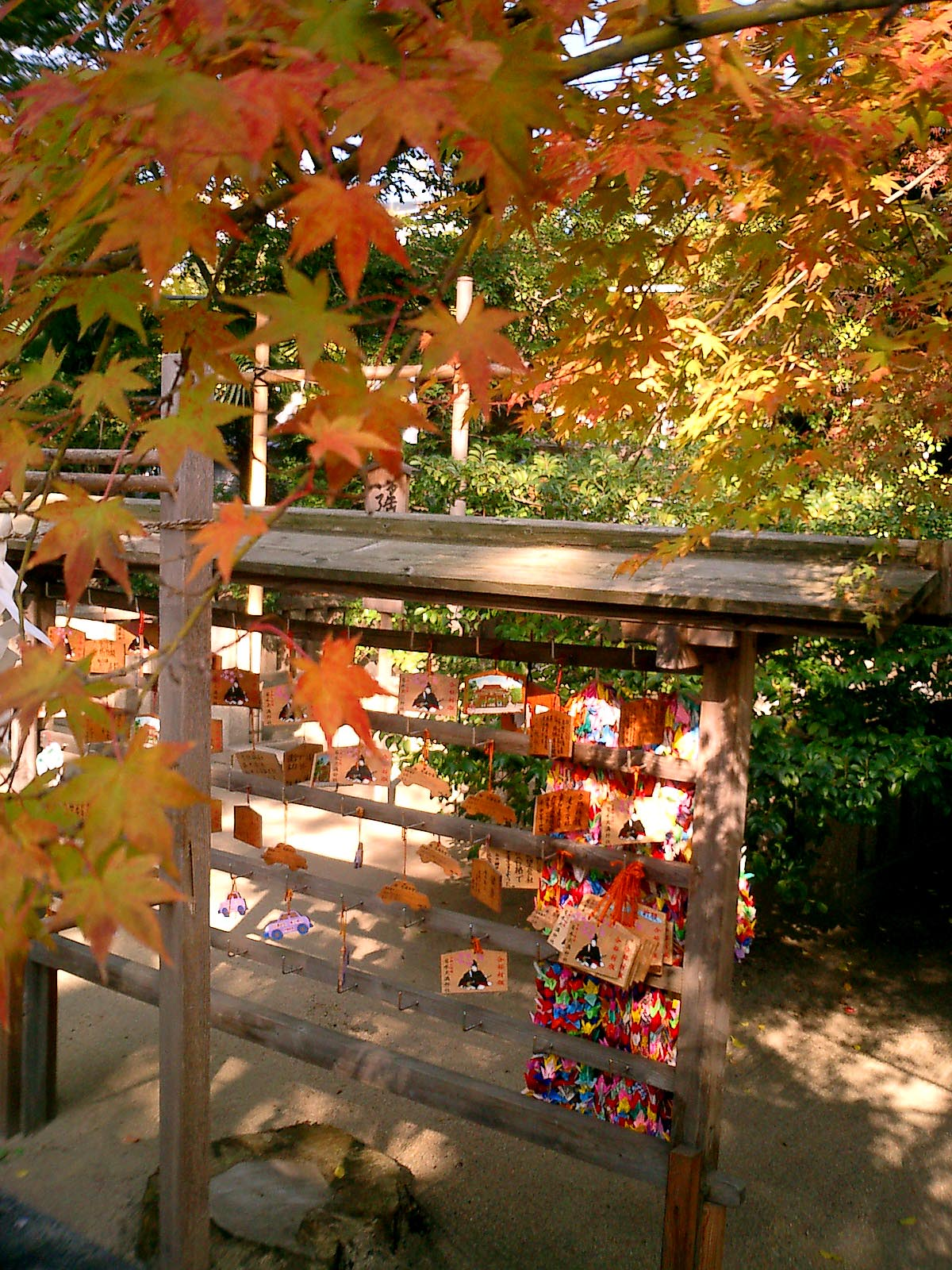
紅葉と絵馬掛（兵庫県湊川神社）
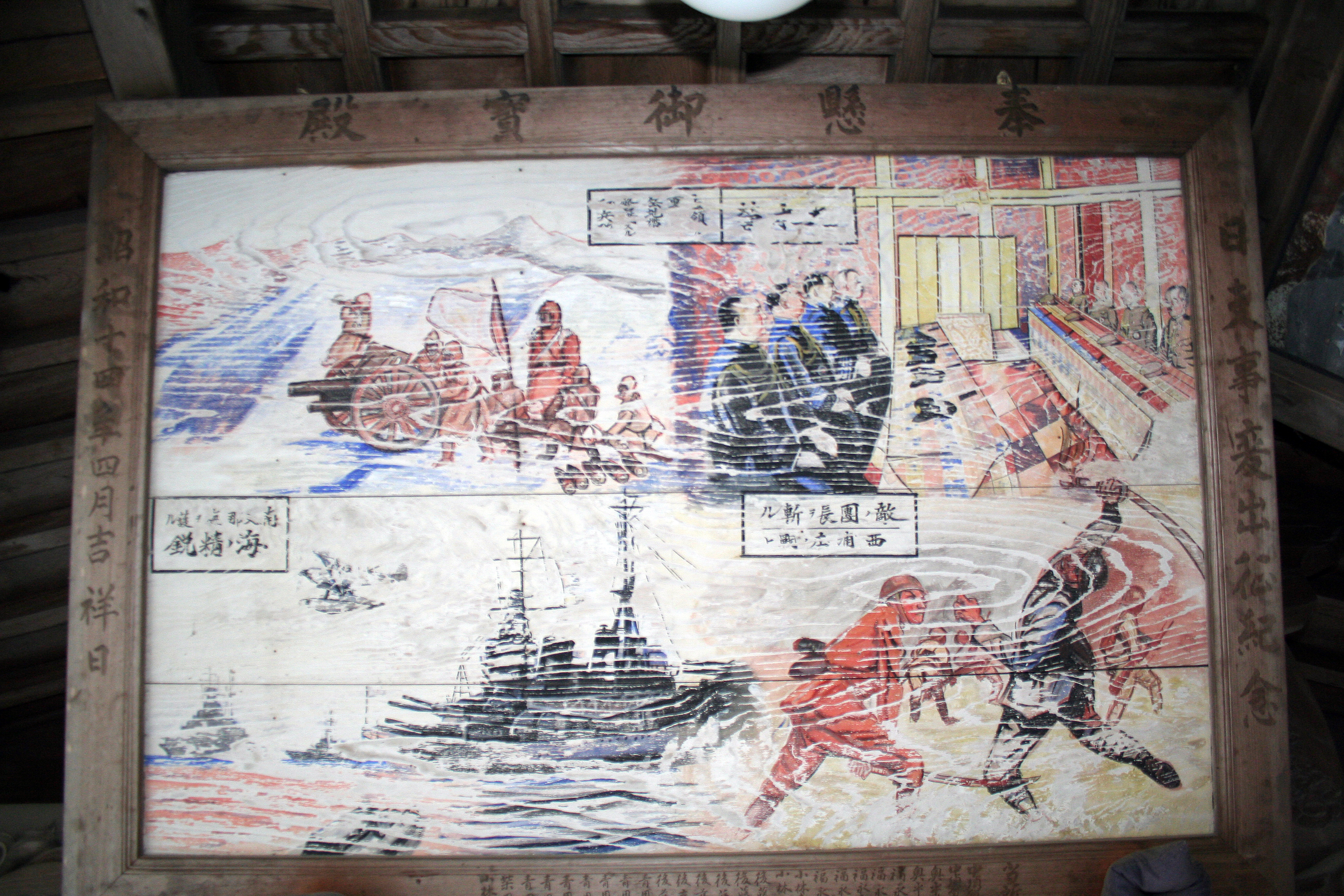
大日本帝国時代末期に日中戦争における戦いを記念して奉納された戦争絵馬。（兵庫県竹之森神社）
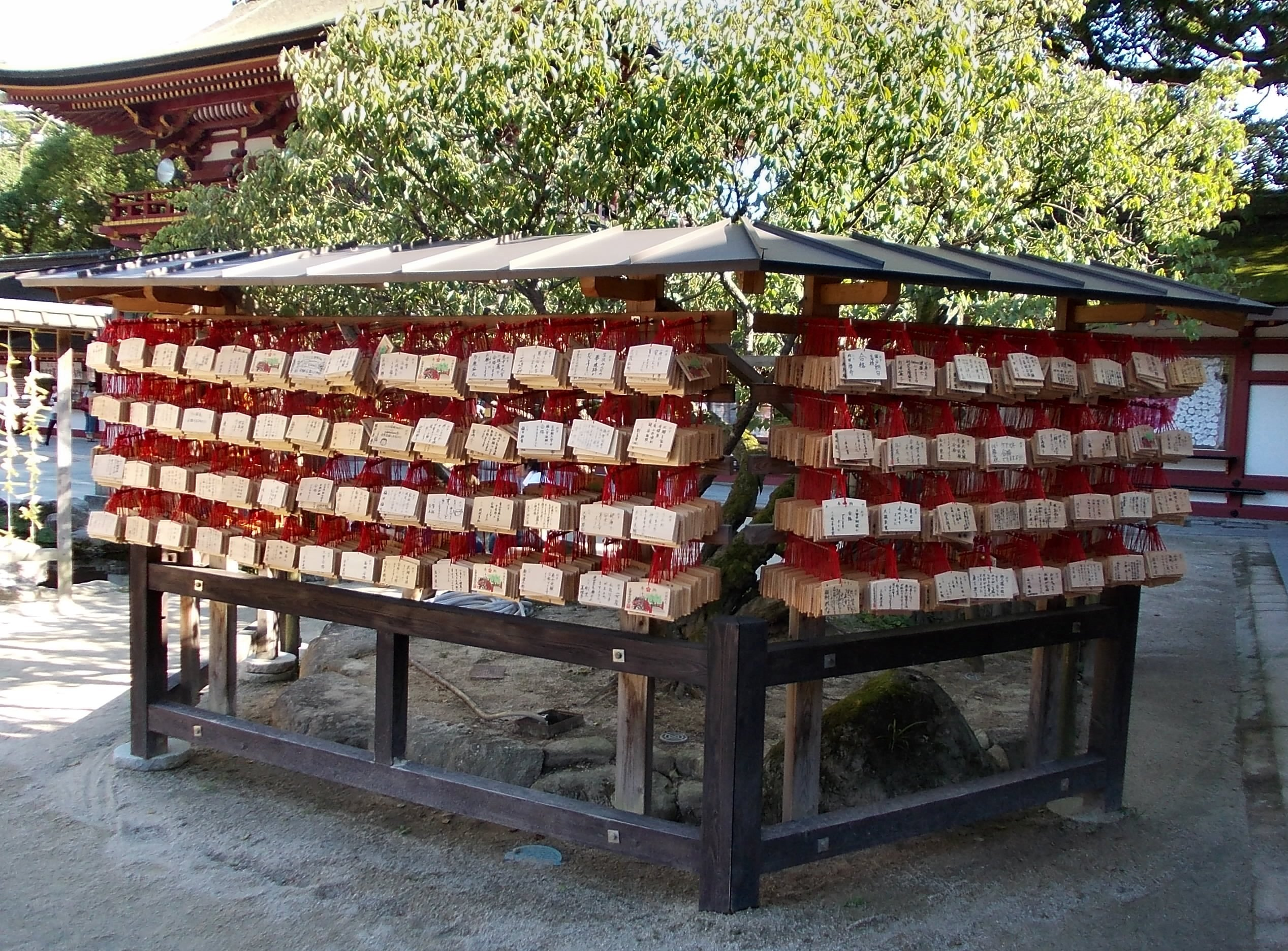
太宰府天満宮の絵馬（福岡県）
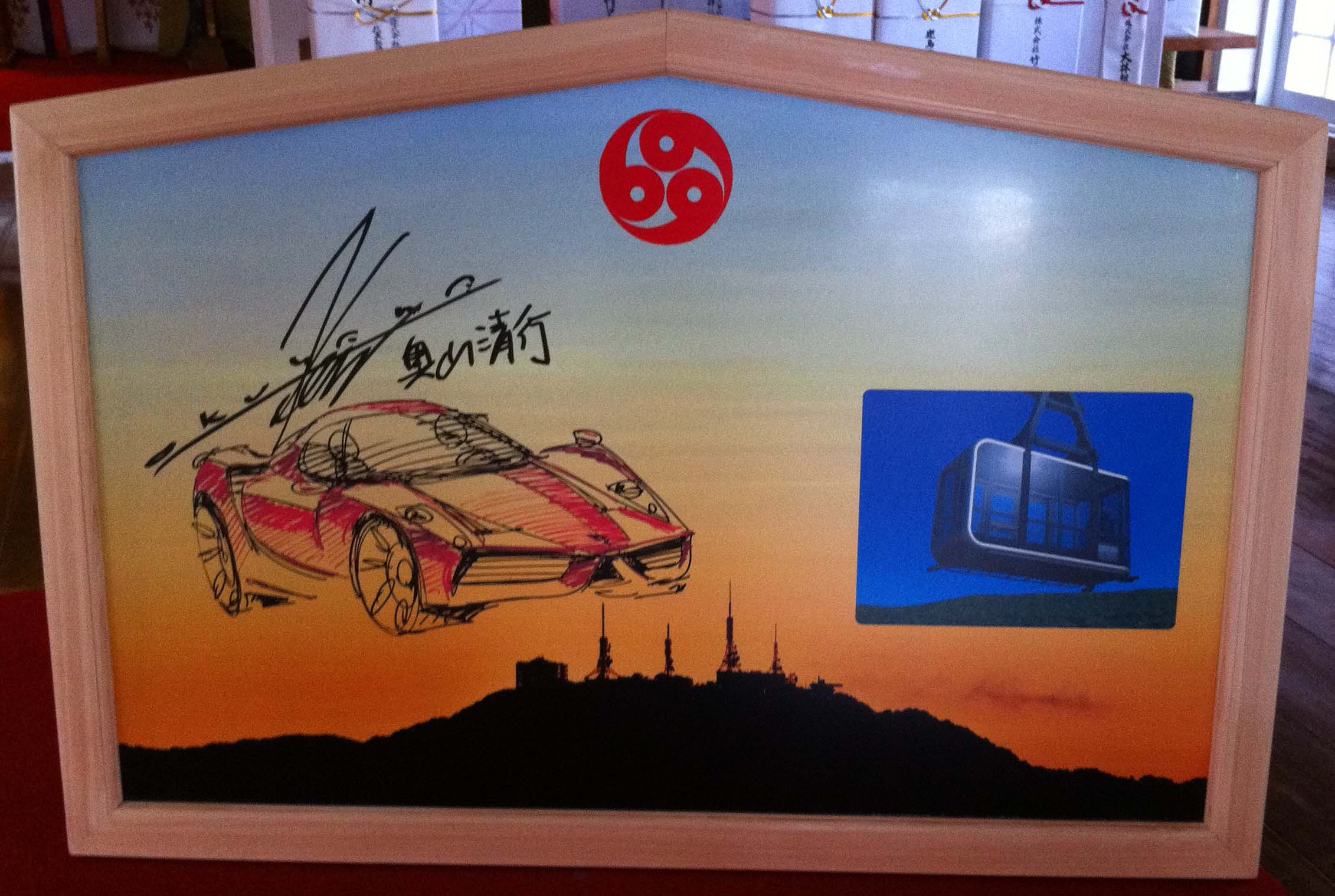
社殿に奉納された奥山清行によりフェラーリが描かれている絵馬（長崎県淵神社）
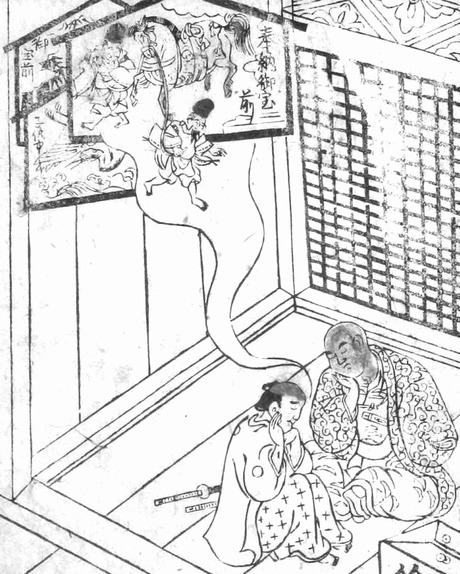
『御伽空穂猿』に登場する“絵馬の精”
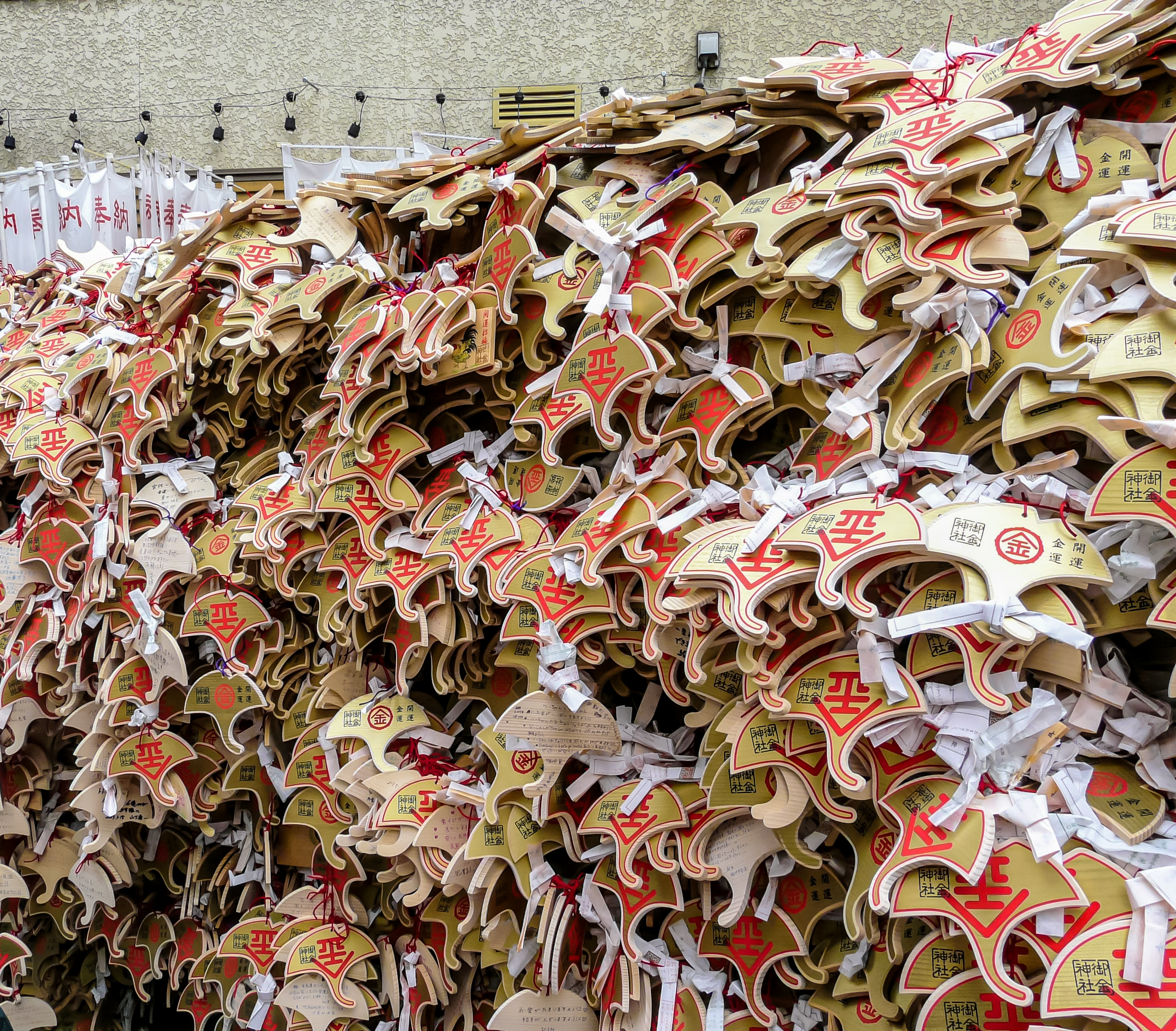
宝くじの当選などを願う絵馬（京都府御金神社）

## 絵馬市・絵馬屋
- 大国魂神社 - 毎年5月5日に絵馬市が開かれる。
- 上岡観音 - 毎年2月19日に絵馬市が開かれる。
- 吉田絵馬屋 - 東京都足立区にある絵馬店。